# Enterrement

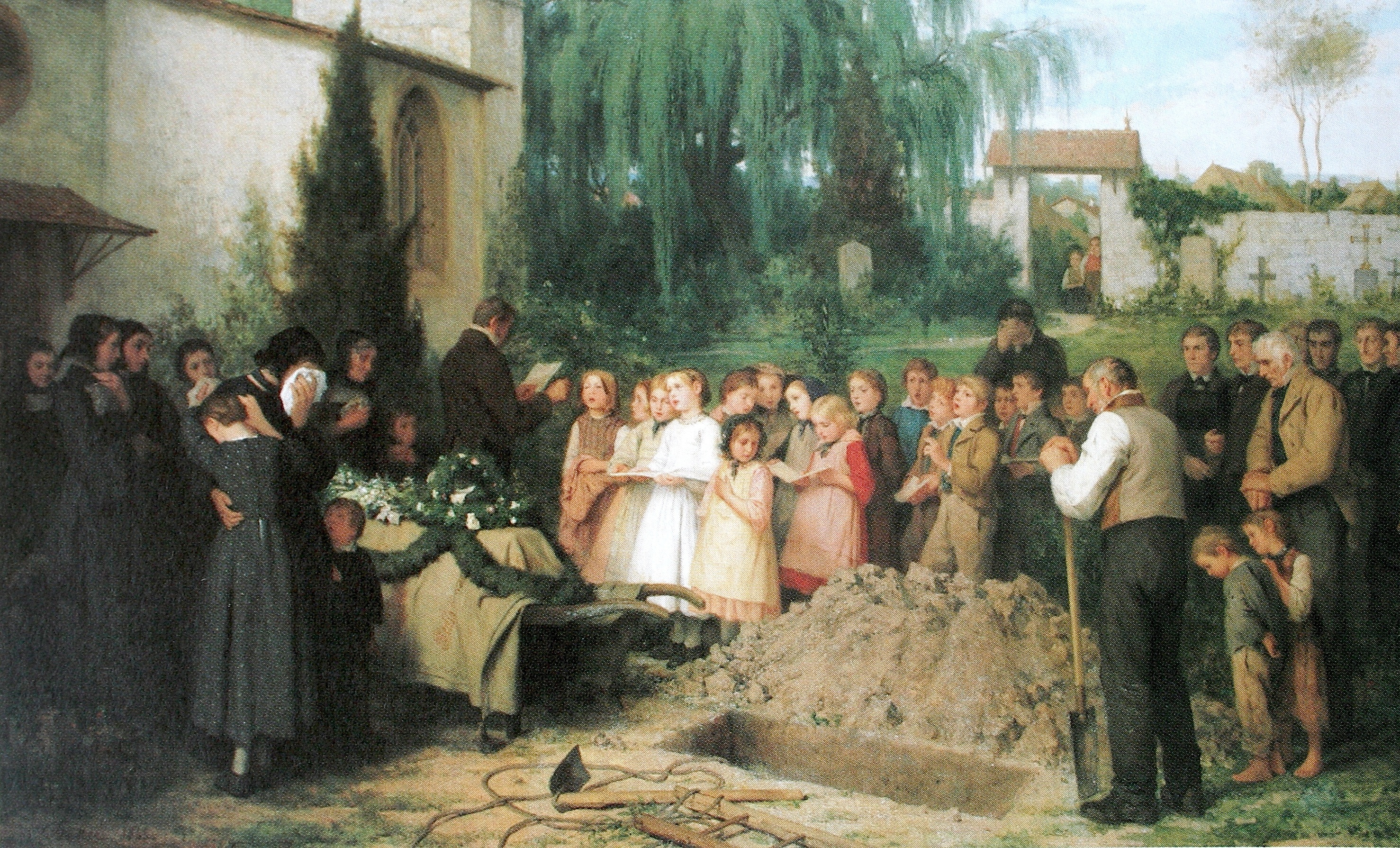
Enterrement d'un enfant, Albert Anker, 1863.

L'enterrement ou inhumation est un rite funéraire pratiqué dans la majorité des cultures, consistant pour l'essentiel à l'enfouissement d'un cadavre, ou d'un cercueil le contenant, dans le sol ou dans un caveau aménagé dans le sol. Il est pratiqué dans les jours qui suivent le décès avec la participation des parents, amis et relations du défunt, après certains rites dans un lieu de culte ou en dehors, dans un lieu généralement public, le cimetière, selon le rituel de la religion du défunt. L'enterrement est dit « civil » si aucun rite religieux n'est pratiqué.
En France, le terme « enterrement » est employé ordinairement pour funérailles ; l'« enterrement » proprement dit (mise en terre) étant appelé « inhumation ».
Une fois le cercueil ou le cadavre descendu, la fosse est rebouchée et la zone est aménagée sous forme de tombe, selon les habitudes et modèles en usage localement. La tombe est souvent en Europe chrétienne une lourde pierre tombale ou un petit monument plus élaboré qui recouvre la fosse, tandis que les tombes des pays anglo-saxons sont plutôt de simples croix plantées dans une parcelle de pelouse.

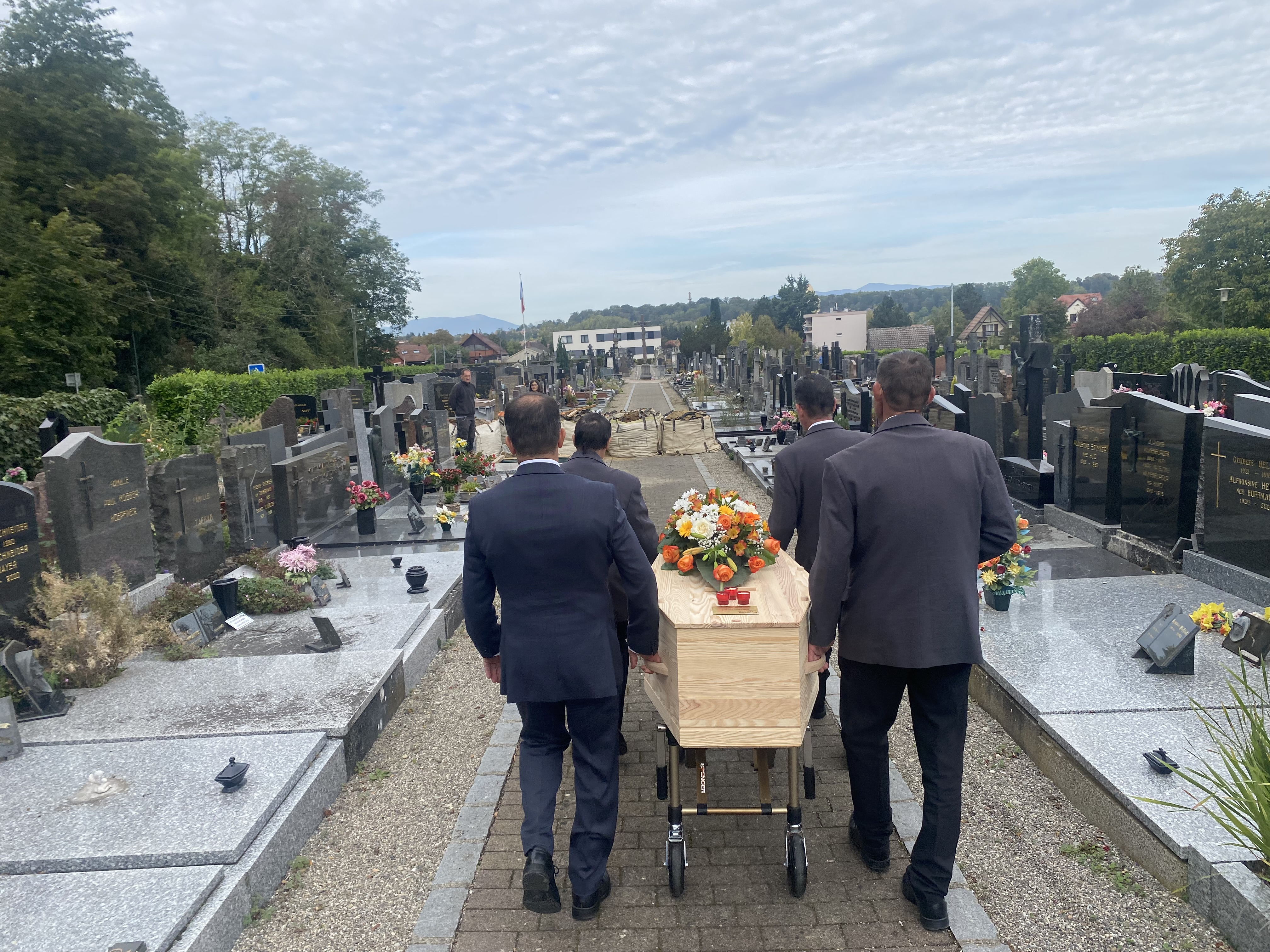
Agents des pompes funèbres avant l'inhumation.

Un second enterrement est parfois pratiqué à la suite d'une exhumation pour des motifs rituels (Italie) ou judiciaires (autopsie).

## Rituel

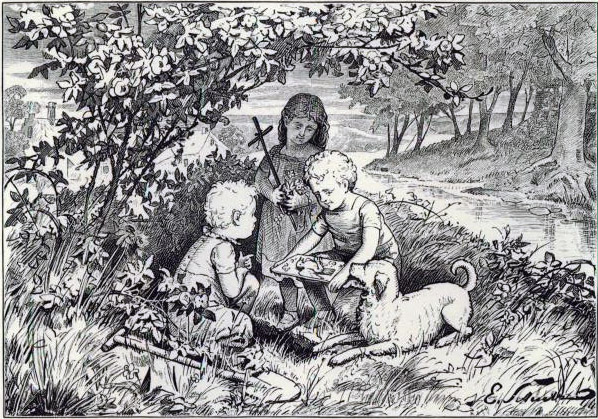
Enterrement d'un oiseau, 1867.

Le rituel funéraire de l'enterrement des cadavres est une pratique aussi vieille que l'Humanité, et a pris rang d'une sorte de réflexe.[réf. nécessaire] Il permet de protéger le cadavre des dents des carnivores, des insectes nécrophages et du bec de certains oiseaux, et de limiter la propagation des maladies ou germes pathogènes[réf. nécessaire]. Les enfants peuvent avec sérieux imiter les usages locaux en enterrant des dépouilles de petits animaux[réf. nécessaire].
Des rites apparentés prévalent dans certains pays :
- l'inhumation en eau (rivière ou mer), pratiquée en zone pacifique sud, avec des embarcations funéraires. L’inhumation en eaux marines était pratiquée par les Vikings (Oseberf), en Angleterre et Irlande aux VIIe-VIIIe siècle (culture scandinave), lors d’expéditions maritimes longues (colonialisme occidental), et est encore pratiquée, le plus souvent à titre honorifique dans la marine pour des officiers supérieurs, ou à titre symbolique par des artistes, pécheurs, aventuriers… Signalons aussi l’aquamation ;
- l'inhumation céleste (exposition à l'air — Pacifique) ; (exposition aux vautours après découpe du cadavre par le Rogyapas — « enterrement céleste » ou jhator, très pratiquée au Tibet[1],[2], interdite en 1970-1980 puis réglementée[3] ;
- le rite d’enterrement peut être précédé d'un embaumement (thanatopraxie), ou pour le différer d'une conservation en chambre froide, ou dans l'azote liquide (promession – en cas de catastrophes).

## Lieu
Chez les chrétiens, l'inhumation ad sanctos (« près des saints » afin de bénéficier de leur protection et de leur intercession auprès de Dieu, dans une quête constante du salut) s'impose dès le IIIe siècle : le cimetière comprend deux parties, l’area hortus, vaste terrain destiné au commun des sépultures, et qui ceinture l’area martyrum où les tombes de privilégiés se pressent autour de la sépulture sainte d'un ou de plusieurs martyrs reposant dans une chapelle ou une église suburbaine. Le succès du culte des saints, lequel est spécifiquement urbain à l'époque des royaumes barbares, entraîne à partir du VIe siècle le développement de l'inhumation ad sanctos, près de saints confesseurs, aussi bien en contexte urbain que rural. Rompant avec l'usage romain d'exclure les défunts hors les murs de la ville, le Moyen Âge rassemble les défunts au cœur de l' espace habité. Dans le monde catholique romain, cohabitent les vivants et les morts à l'intérieur des églises paroissiales qui abritent les tombes individuelles ou des caveaux communs, périodiquement vidés, les restes étant transférés dans les ossuaires des cimetières attenants. Cette pratique des exhumations est à l'origine des odeurs pestilentielles que dégagent les corps ensevelis, ce qui forçait parfois les fidèles à sortir durant la messe dominicale. L'enterrement dans les églises est interdit à l'époque carolingienne, les défunts devant alors être enterrés nus dans un linceul, sans accompagnement de mobilier funéraire, dans des aîtres ou des cimetières découverts. Mais la répétition des textes conciliaires, des circulaires ecclésiastiques et des capitulaires prouve l'inefficacité de cette interdiction et ne concerne bien souvent, dans les faits, que la sépulture des simples fidèles (la plupart des dignitaires, tant laïcs qu'ecclésiastiques, étant inhumés dans les sanctuaires, à leur seuil — narthex, porche — selon leurs vœux, ou pour les plus privilégiés, notamment les laïcs pouvant payer des droits de sépulture élevés, à proximité des autels ou dans les cryptes qui conservent les reliques de saints). La sépulture de laïcs au sein même de l'église atteint son apogée au XVIIe siècle mais le cimetière (notamment celui autour de l'église, avec la volonté d'être inhumé au plus près de ses murs) reste le lieu commun d'inhumation, notamment pour les plus pauvres. Les préoccupations sanitaires, l'essor démographique et la laïcisation des États entraînent à l'époque contemporaine une laïcisation des cimetières et leur exclusion progressive des villes.

## L'enterrement dans les représentations

### Peinture
- L'Enterrement du comte d'Orgaz (El entierro del Conde de Orgaz) est un chef-d'œuvre du peintre El Greco et une toile emblématique du siècle d'or espagnol, peint entre 1586 et 1588.
- Un enterrement à Ornans est un tableau peint par Gustave Courbet entre 1849 et 1850.
- L'Enterrement d'un enfant (Kinderbegräbnis) est un tableau peint par Albert Anker en 1863 (voir image ci-contre).

### Musique
La marche funèbre est un type de morceau de la musique savante occidentale, surtout dans la Musique romantique, destiné à accompagner la dépouille d'un humain vers sa dernière demeure. Il s'agit d'une marche musicale lente à deux temps sombre et funèbre qui accompagne par exemple l'entrée du cercueil à l'église chrétienne, ou la sortie du cercueil de l'église en direction de son lieu d'enterrement (cimetière). Le lent cadencement binaire du morceau est figuratif des pas solennels des porteurs de cercueils. La marche funèbre est également fréquente lors des cérémonies en hommage aux dépouilles des victimes militaires de guerres ou des personnalités importantes de la nation, la plus jouée dans ces conditions étant celle de Frédéric Chopin. La marche funèbre peut également être un morceau de musique symphonique intégré à une symphonie ou une sonate.
- Voir les exemples chez Beethoven, Berlioz, Bruckner, Chopin, Chostakovitch, Grieg, Haendel, Mahler, Schubert et Wagner à l'article Marche funèbre.

### Opéra
- L'enterrement de Mozart est un opéra de chambre composé par Bruno Mantovani en 2008 (livret d’Hubert Nyssen).

### Littérature
- L'Enterrement de Monsieur Bouvet est un roman écrit par Georges Simenon en 1950.
- Van Gogh ou l’enterrement dans les blés est une biographie de Van Gogh écrite par Viviane Forrester éditée en 1983.
- L'Enterrement est un récit de François Bon édité en 1991.
- Le pays de la littérature, des serments de Strasbourg à l'enterrement de Sartre est un essai littéraire de Pierre Lepape écrit en 2003.
- Enterrement de vie de garçon est un roman de Christian Authier écrit en 2004.

### Poésie
- L'Enterrement du Comte d'Orgaz est un poème surréaliste de Pablo Picasso écrit en 1970, traduit en français par Alejo Carpentier.

### Bande dessinée
- Un enterrement de vie de jeune fille est une bande dessinée d'Hervé Bourhis écrite en 2008.

### Cinéma
- Jeux interdits est un film français réalisé par René Clément en 1952.
- L'Enterrement du soleil est un film japonais réalisé par Nagisa Oshima en 1960.
- L'Enterrement de Monsieur Bouvet est un film français réalisé par Guy-André Lefranc en 1980, d'après le roman de Georges Simenon.
- Quatre mariages et un enterrement est un film britannique réalisé par Mike Newell en 1994.
- Trois enterrements est un film hispano-américain réalisé par Tommy Lee Jones en 2005.
- Quelques kilos de dattes pour un enterrement est un film iranien réalisé par Saman Salour en 2006.
- Joyeuses Funérailles (Death at a Funeral) est une comédie britannique réalisée par Frank Oz, sortie en 2007.

### Théâtre
- Conversations après un enterrement est une pièce de théâtre de Yasmina Reza créée en 1987.
- À l'enterrement d'une page blanche est une pièce de théâtre de Guy Foissy créée en 1998.

### Graphisme
- L'Enterrement de Jules Vallès est une monographie d'illustrations du dessinateur Eloi Valat écrite en 2010.

### Séries télévisées
- Enterrement de vie de jeune fille est une série télévisée française réalisée par Benoît Pétré et Deborah Saïag, diffusée en 2006.